# IC 1201
IC 1201 — галактика типу Sb     R () у сузір'ї Дракон.
Цей об'єкт міститься в оригінальній редакції індексного каталогу.